# 왕비길
왕비길은 일본의 만화, 애니메이션인 도라에몽의 등장인물이다. 원판 이름은 스네키치(骨川スネ吉).

## 인물
스네오의 사촌 형이다. 헤어스타일은 파마머리이다. 안경을 쓰고 있다. 프라모델 무선 조종 디오라마를 제작, 요트 슈퍼카 조종 등 취미가 많다.
스네오와 매우 사이가 좋다. 키는 175cm이다. 스네오에게 무선 조종 로봇을 만들어주거나 디오라마 촬영 방법을 스네오에게 가르쳐 주기도 한다. 또한 이러한 취미는 저자 후지코 F. 후지오와 비슷하다.
자가용이 있다. 자동차도 슈퍼카인 카운이나 페라리가 말한 내용에 따르면 전세계에서 4대밖에 없는 자동차를 보유하기도 한다. 스네오와 친구들을 초대하여 가끔 드라이브를 가기도 하지만 4인승이고 1명은 못 타게 되는데 항상 노비타를 안 태워준다.

## 기타
2112년 도라에몽의 탄생에서는 이름이 같은(이름이 스네키치인) 새(조류)형 로봇이 등장하였다.

## 같이 보기
- 왕비실